# گلیکوژنوز نوع سه
گلیکوژنوز نوع سه که بیماری کوری- فوربس Cori- Forbes Disease، بیماری کوری و همچنین بیماری ذخیرهٔ گلیکوژن نوع سه نیز خوانده می‌شود، نوعی بیماری ذخیرهٔ گلیکوژن است. این بیماری مشابه گلیکوژنوز نوع یک، اما خفیف‌تر از آن است.

## علائم بالینی
- زمان تولد و دورهٔ نوزادی: طبیعی.
- دوران شیرخوارگی و کودکی: در این دوران، بزرگی کبد که ممکن است مانع راه رفتن یا ایستادن شود، بزرگی طحال، عدم بزرگی کلیه‌ها، احتمال کاهش گلوکز خون و تشنج به‌ویژه به‌دنبال ناشتایی، غیاب گزانتوم پوستی و افزایش اسید اوریک، رشد و تکامل معمولاً طبیعی، وجود اختلال شدید رشد که احتمالاً در اثر اسیدوز توبولی کلیوی است و ممکن است موجب تأخیر رشد قدی شود مشاهده می‌شود.
- دوران نوجوانی و بزرگسالی: با آسیب پیش‌روندهٔ ماهیچه‌ای همراه با کاهش تونوس ماهیچه‌ای، لاغری ماهیچه‌ها، ضعف بدون کرامپ، میوگلوبینوری به‌دنبال ورزش شدید، تغییر شکل قفسهٔ سینه، قوز و اسکولیوز، بروز ضعف به‌دنبال راه رفتن سریع یا بالا رفتن از پله‌ها، وابسته شدن به تخت یا صندلی چرخدار، در برخی از بیماران پرش عضلانی، گرفتاری اعصاب محیطی، آسیب ماهیچهٔ قلبی و به‌ندرت نارسایی قلبی، درد قفسهٔ سینه، تنگی نفس کوششی، تخمدان پلی‌کیستیک و مرگ ناگهانی همراه است.

## نقص آنزیمی
نقص در آنزیم شاخه‌شکن گلیکوژن (آمیلو ۶-۱ گلوکوزیداز)

## توارث ژنتیکی
اتوزوم مغلوب.

## میزان بروز
نادر.

## روش تشخیص
- اسیدهای آمینهٔ پلاسما: آلانین، لوسین، ایزولوسین و والین پائین.
- خون: کراتین کیناز، ترانس‌آمینازهای کبدی و کلسترول بالا، گلوکز پائین.
- بررسی آنزیم: در ماهیچه، فیبروبلاست‌ها، گلبول‌های سفید یا کبد.
- آزمون چالش با گلوکز: افزایش لاکتات.

## درمان
تغذیهٔ مکرر با مقادیر زیاد کربوهیدرات، تجویز نشاسته ذرت، رژیم غذایی پُر پروتئین و مصرف روزانهٔ آلانین اضافی به میزان ۰٫۲۵ تا ۲ گرم به ازای هر کیلوگرم وزن بیمار.

## عوارض
سیروز، آدنوم کبدی و سندرم تخمدان پلی‌کیستیک.

## آزمون تشخیص قبل از تولد
بررسی آنزیم در آمنیوسیت‌ها یا نمونه‌گیری از پرزهای جفتی